# とくもり情報ランチ
とくもり情報ランチ（とくもりじょうほうランチ）は、NHK山口放送局が2009年度まで制作していた地域情報番組。

## 概要
この番組は2006年に移転した山口局ロビーの特設ステージから公開生放送していた。山口局昼前情報番組としては最後の30分番組であり、後継番組の『カフェのんた』は非公開エリア内にある一般スタジオからの放送に変わり、放送時間も半分に短縮された。

## 放送時間
山口県内の総合テレビ　平日 11:30 - 12:00
国会中継、高校野球、臨時ニュースなどが入った時は休止。

## 歴代キャスター
- 濱本梨沙（後岡山局へ移籍）
- 高橋幸子
- 永田康子
- 鳥羽琴絵

## 内容
- 11:30 オープニング
- とれたて便り
  - （月）周南
  - （火）下関
  - （水）萩
  - （木）防府
  - （金）下関
- 日替わり
  - （月）医療健康情報・やまぐちソング・ちょこっと歳時記
  - （火）リポート山口・ハートプラザ・季節の映像・健康一口メモ
  - （水）イベントステーション・シネマ情報・季節の映像・健康一口メモ
  - （木）ビデオ便り・やまぐちソング・健康一口メモ
  - （金）くらしの相談（法務局・交通安全メモ・防災メモ）・関門便り・週末情報
- 11:48 献血情報
- お知らせ
- 11:54 気象情報（全国）
- 11:57 気象情報（山口）
- 11:59 エンディング

毎月1日は「緊急警報放送の試験信号」放送により気象情報とエンディングは11:59までの放送